# Alan Quine
Alan Wesley Quine (* 25. Februar 1993 in Belleville, Ontario) ist ein kanadischer Eishockeyspieler, der zuletzt bis zum Ende der Saison 2023/24 bei den Malmö Redhawks aus der Svenska Hockeyligan (SHL) unter Vertrag gestanden und dort auf der Position des Centers gespielt hat. Zuvor absolvierte Quine unter anderem annähernd 400 Spiele in der American Hockey League (AHL) und bestritt darüber hinaus 119 Partien für die New York Islanders sowie Calgary Flames in der National Hockey League (NHL).

## Karriere
Quine spielte während seiner Juniorenzeit zwischen 2009 und 2013 für die Kingston Frontenacs, Peterborough Petes und Belleville Bulls in der Ontario Hockey League. Zunächst gehörte er dem Team der Kingston Frontenacs an, bei dem er seine Rookiespielzeit absolvierte und dort auch in die Saison 2010/11 ging, bevor er nach Peterborough transferiert wurde. Bei den Petes spielte der Stürmer bis Mitte Januar 2013. Während dieser Zeit war er im NHL Entry Draft 2011 in der dritten Runde an 85. Stelle von den Detroit Red Wings aus der National Hockey League ausgewählt worden und hatte am Ende der Saison 2011/12 sein Profidebüt bei den Grand Rapids Griffins in der American Hockey League gegeben.
Nachdem Quine die Spielzeit 2012/13 beim Titelaspiranten Belleville Bulls beendet hatte, nahm er erneut am NHL Entry Draft teil, da Detroit ihn binnen der zwei Jahre nicht verpflichtet hatte. Im NHL Entry Draft 2013 wurde er schließlich in der sechsten Runde an 166. Position von den New York Islanders gezogen. Diese nahmen ihn daraufhin unter Vertrag und setzten ihn bis zum April 2016 ausschließlich in ihren Farmteams – hauptsächlich den Bridgeport Sound Tigers in der AHL – ein. Im April 2016 wurde Quine kurz vor Ende der regulären Saison erstmals in den NHL-Kader New Yorks berufen und feierte sein Debüt. Er verblieb auch für die anschließenden Play-offs im Kader und erhielt im Sommer einen neuen Zweijahresvertrag. In der Vorbereitung auf das Spieljahr 2016/17 sicherte sich der Angreifer einen Stammplatz im Team der Islanders.
Nach fünf Jahren erhielt Quine nach der Saison 2017/18 keinen neuen Vertrag in New York, sodass er sich im Juli 2018 als Free Agent den Calgary Flames anschloss. Dort lief er jedoch hauptsächlich in der AHL für das Farmteam Stockton Heat auf. In gleicher Weise wechselte er im Oktober 2020 zu den Edmonton Oilers, wo er im Saisonverlauf ausschließlich für den Kooperationspartner Bakersfield Condors auflief. Zur Saison 2021/22 unterzeichnete Quine einen Jahresvertrag bei den Henderson Silver Knights aus der AHL, ehe er nach dessen Ende im August 2022 für eine Saison zum Ligakonkurrenten Ontario Reign wechselte.
Auf die Spielzeit 2023/24 hin wechselte der Kanadier für ein Jahr zu den Malmö Redhawks in die Svenska Hockeyligan (SHL).

### International
Für sein Heimatland spielte Quine bei der World U-17 Hockey Challenge 2010, dem Ivan Hlinka Memorial Tournament 2010 und der U18-Junioren-Weltmeisterschaft 2011. Dabei gewann er bei der World U-17 Hockey Challenge die Silber- und beim Ivan Hlinka Memorial Tournament die Goldmedaille. Bei der U18-Junioren-Weltmeisterschaft belegten die Kanadier den vierten Rang. Quine war mit sieben Scorerpunkten in ebenso vielen Turnierspielen einer der erfolgreichsten Spieler des Teams.

## Erfolge und Auszeichnungen
- 2010 Silbermedaille bei der World U-17 Hockey Challenge
- 2010 Goldmedaille beim Ivan Hlinka Memorial Tournament
- 2016 Teilnahme am AHL All-Star Classic

## Karrierestatistik
Stand: Ende der Saison 2023/24

### International
Vertrat Kanada bei:
- World U-17 Hockey Challenge 2010
- Ivan Hlinka Memorial Tournament 2010
- U18-Junioren-Weltmeisterschaft 2011

(Legende zur Spielerstatistik: Sp oder GP = absolvierte Spiele; T oder G = erzielte Tore; V oder A = erzielte Assists; Pkt oder Pts = erzielte Scorerpunkte; SM oder PIM = erhaltene Strafminuten; +/− = Plus/Minus-Bilanz; PP = erzielte Überzahltore; SH = erzielte Unterzahltore; GW = erzielte Siegtore; 1 Play-downs/Relegation; Kursiv: Statistik nicht vollständig)